# ۸۶۷ (قمری)
۸۶۷ (قمری)، هشتصد و شصت و هفتمین سال در گاهشماری هجری قمری است. اول محرم این سال برابر با پنجم اکتبر سال ۱۴۶۲ میلادی است.